# Andrew Simpson (actor)
Andrew Gerard Simpson (Derry, Irlanda del Norte, 1 de enero de 1989) es un actor norirlandés. Se crio en Inishowen, en el Condado de Donegal (República de Irlanda). Fue descubierto durante una actuación en un festival de caza talentos Patrick Duncan, que estaba trabajando para Aisling Walsh, el director de Song for a Raggy Boy.

## Biografía
Su primera actuación fue en Song for a Raggy Boy (2003), una historia acerca de un reformatorio irlandés.
En 2006 apareció junto a Cate Blanchett y Judi Dench (ambas fueron nominadas para los Premios Oscar por sus papeles) en la película Notes on a Scandal. Interpreta el papel de Steven Connolly, un estudiante que mantiene un romance con su profesora de arte Sheba Hart (Cate Blanchett), que los conduce al desastre.
En 2012 apareció en el docudrama Saving The Titanic, como el electricista Albert Ervine, el miembro más joven del equipo de ingeniería, que lo reunió con su coestrella Chris Newman, con quien ya había trabajado en la película Song for a Raggy Boy. En noviembre de 2012 desempeñó el papel de Nick Nickleby en el drama de la BBC del mismo nombre, una versión moderna de la obra clásica de Charles Dickens, Nicholas Nickleby.
Hasta el 6 de abril de 2010, Simpson estudió Derecho en la London School of Economics.
- Datos: Q507440